# چشتی بواس
چشتی بواس (نروژی: Kjersti Buaas؛ ‏ ۵ ژانویهٔ ۱۹۸۲ – ) اسنوبردسوار اهل نروژ بود.
وی در مسابقات کشوری و بین‌المللی در مجموع برندهٔ ۲ مدال برنز شده‌است.